# ماتسوشیما، میاگی
ماتسوشیما، میاگی (به لاتین: Matsushima, Miyagi) یک منطقهٔ مسکونی در ژاپن است که در استان میاگی واقع شده‌است. ماتسوشیما ۵۳٫۵۶ کیلومترمربع مساحت و ۱۴٬۷۳۳ نفر جمعیت دارد.